# ستيفن أندرو
ستيفن أندرو (بالإنجليزية: Stephen Andrew)‏ هو سياسي أسترالي، ولد في 9 ديسمبر 1968 في ماكاي في أستراليا. حزبياً، نشط في أمة واحدة بقيادة بولين هانسون. وقد انتخب عضو المجلس التشريعي ولاية كوينزلاند عن دائرة Electoral district of Mirani ‏ (25 نوفمبر 2017 – ).